# Ludovic de Robiano
Pour les autres membres de la famille, voir Famille de Robiano.
Ludovic de Robiano, né à Tervueren le 16 août 1807 et mort à Waudrez le 22 avril 1852, est un homme politique belge.

## Fonctions et mandats
- Membre du Sénat belge : 1851-1874

## Sources
- Julienne LAUREYSSENS, Industriële naamloze vennootschappen in België, 1819-1857, Leuven, 1975.
- Le parlement belge 1831 - 1894: données biographiques, Académie Royale de Belgique, Commission de la Biographie Nationale, 1996 (ISBN 978-2-8031-0140-5)
- Oscar COOMANS DE BRACHÈNE, État présent de la noblesse belge, Annuaire 1997, Brussel, 1997.